# اژدهاچه
اژدهاچه (نام علمی: Bolong) نام یک سرده از بالاخانواده اردک‌منقارواران است.